# Im Soo-jung
Im Soo-Jung (en hangul, 임|수|정; nacida en Seúl, 11 de julio de 1979) es una actriz de Corea del Sur; se popularizó por interpretar el papel de Su-mi en la cinta de terror Dos hermanas de 2003.

## Carrera
Es miembro de la agencia "King Kong by Starship" (previamente conocida como "King Kong Entertainment") de Starship Entertainment (스타쉽 엔터테인먼트).
Después de su debut como actriz en la serie dramática de televisión The Haunted School 4 e hizo su debut en la pantalla en The Romantic President. Fue elogiada por su talento en la transformación en su personaje Young-goon (de la película I'm a Cyborg, But That's OK) a través de su forma única de expresión y movimientos corporales.
Ganó el premio a la mejor actriz revelación en los Premios de Cine Chung-ryong Film Awards y The Korean Film Awards y Mejor Actriz en el Festival de Cine de Fantasporto por la película A Tale of Two Sisters.
El 5 de junio del 2019 se unió al elenco principal de la serie Search: WWW, donde dio vida a Bae Ta-mi, una mujer de treinta años que trabaja en la industria de IT, como directora del sitio de portal más grande en la industria a quien le gusta ganar, hasta el final de la serie el 25 de julio del mismo año.
En julio de 2021 se confirmó que se había unido al elenco principal de la serie Melancholia, donde dará vida a Ji Yoon-soo, una profesora de matemáticas que aunque parece bondadosa en el exterior con su sonrisa refrescante y su comportamiento juvenil, en realidad es una mujer muy tenaz y terca una vez que toma una decisión sobre algo.

## Filmografía

### Series de televisión
| Año     | Título                | Rol               | Canal   | Ref.               |
| ------- | --------------------- | ----------------- | ------- | ------------------ |
| 2001-02 | School 4              | Oh Hye-ra         | KBS2    |                    |
| 2004    | I'm Sorry, I Love You | Song Eun-chae     | KBS2    |                    |
| 2017    | Chicago Typewriter    | Jeon Seol         | tvN     |                    |
| 2019    | Search: WWW           | Bae Ta-mi (Tammy) | tvN     |                    |
| 2021    | Melancholia           | Ji Yoon-soo       | tvN     |                    |
| 2025    | Submundo              | Yang Jung-sook    | Disney+ | [ 8 ] [ 9 ] [ 10 ] |

### Películas
| Año   | Título                          | Rol                              | Notas     | Ref.          |
| ----- | ------------------------------- | -------------------------------- | --------- | ------------- |
| 2002  | The Romantic President          | Han Young-hee                    |           |               |
| 2003  | A Tale of Two Sisters           | Bae Su-mi                        |           |               |
| 2003  | ...ing                          | Kang Min-ah                      |           |               |
| 2005  | Sad Movie                       | Ahn Soo-jung                     |           |               |
| 2006  | Lump Sugar                      | Kim Shi-eun                      |           |               |
| 2006  | I'm a Cyborg, But That's OK     | Cha Young-goon                   |           |               |
| 2007  | Happiness                       | Eun-hee                          |           |               |
| 2009  | Jeon Woo-chi: The Taoist Wizard | Seo In-kyung                     |           |               |
| 2010  | Finding Mr. Destiny             | Seo Ji-woo                       |           |               |
| 2011  | Come Rain, Come Shine           | Woman                            |           | [ 11 ]        |
| 2012  | All About My Wife               | Yeon Jung-in                     |           | [ 12 ]        |
| 2015  | Perfect Proposal                | Ji-yeon                          |           |               |
| 2016  | Time Renegade                   | Yoon-jung (1983) / So-eun (2015) |           |               |
| 2017  | The Table                       | Hye-gyeong                       | Parte 4.ª | [ 13 ]        |
| 2018  | Mothers                         | Hyo-jin                          |           |               |
| 2023  | Single in Seoul                 | Joo Hyeon-jin                    |           | [ 14 ] [ 15 ] |
| Próx. | Spiderweb                       | Lee Min-jah                      |           | [ 16 ] [ 17 ] |

### Presentadora
| Año  | Programa                                 | Notas                     |
| ---- | ---------------------------------------- | ------------------------- |
| 2020 | 2020 Mnet Asian Music Awards (2020 MAMA) | presentadora de categoría |
| 2019 | Melon Music Awards 2019                  | [ 19 ]                    |

### Aparición en videos musicales
| Año  | Canción       | Artista       |
| ---- | ------------- | ------------- |
| 2001 | «I'm Sorry»   | Kim Jang Hoon |
| 2012 | «White Night» | Nell          |

## Premios y nominaciones
| Año  | Premiación                                     | Categoría                                          | Trabajo nominado            | Resultado | Ref.          |
| ---- | ---------------------------------------------- | -------------------------------------------------- | --------------------------- | --------- | ------------- |
| 2003 | 24th Blue Dragon Film Awards                   | Mejor nueva actriz                                 | Dos hermanas                | Ganadora  |               |
| 2003 | 2nd Korean Film Awards                         | Mejor nueva actriz                                 | Dos hermanas                | Ganadora  |               |
| 2003 | 23rd Korean Association of Film Critics Awards | Mejor nueva actriz                                 | Dos hermanas                | Ganadora  |               |
| 2003 | 4th Busan Film Critics Awards                  | Mejor nueva actriz                                 | Dos hermanas                | Ganadora  | [ 20 ]        |
| 2003 | 6th Director's Cut Awards                      | Mejor nueva actriz                                 | Dos hermanas                | Ganadora  | [ 21 ]        |
| 2004 | 24th Fantasporto Film Festival                 | Mejor actriz en película internacional de fantasía | Dos hermanas                | Ganadora  | [ 22 ]        |
| 2004 | 41st Grand Bell Awards                         | Mejor nueva actriz                                 | Dos hermanas                | Nominada  |               |
| 2004 | KBS Drama Awards                               | Mejor nueva actriz                                 | I'm Sorry, I Love You       | Ganadora  | [ 23 ]        |
| 2004 | KBS Drama Awards                               | Premio de internautas                              | I'm Sorry, I Love You       | Ganadora  | [ 23 ]        |
| 2004 | KBS Drama Awards                               | Premio de popularidad                              | I'm Sorry, I Love You       | Ganadora  | [ 23 ]        |
| 2004 | KBS Drama Awards                               | Premio a mejor pareja con So Ji Sub                | I'm Sorry, I Love You       | Ganadora  | [ 23 ]        |
| 2005 | 41st Baeksang Arts Awards                      | Mejor nueva actriz (TV)                            | I'm Sorry, I Love You       | Nominada  |               |
| 2006 | 2nd Premiere Rising Star Awards                | Mejor actriz                                       | I'm Sorry, I Love You       | Ganadora  | [ 24 ]        |
| 2006 | 27th Blue Dragon Film Awards                   | Mejor actriz                                       | Lump Sugar                  | Nominada  |               |
| 2007 | 1st Asian Film Awards                          | Mejor actriz                                       | I'm a Cyborg, But That's OK | Nominada  |               |
| 2007 | 43rd Baeksang Arts Awards                      | Mejor actriz (Cine)                                | I'm a Cyborg, But That's OK | Nominada  |               |
| 2007 | 28th Blue Dragon Film Awards                   | Mejor actriz                                       | Happiness                   | Nominada  |               |
| 2008 | 44th Baeksang Arts Awards                      | Mejor actriz (Cine)                                | Happiness                   | Nominada  |               |
| 2008 | 17th Buil Film Awards                          | Mejor actriz                                       | Happiness                   | Nominada  |               |
| 2008 | 45th Grand Bell Awards                         | Mejor actriz                                       | Happiness                   | Nominada  |               |
| 2012 | 5th Style Icon Awards                          | Icono de Estilo                                    | —                           | Ganadora  | [ 25 ]        |
| 2012 | 21st Buil Film Awards                          | Mejor actriz                                       | All About My Wife           | Nominada  |               |
| 2012 | 49th Grand Bell Awards                         | Mejor actriz                                       | All About My Wife           | Nominada  |               |
| 2012 | 33rd Blue Dragon Film Awards                   | Mejor actriz                                       | All About My Wife           | Ganadora  | [ 26 ]        |
| 2012 | 13th Women in Film Korea Awards                | Mejor actriz                                       | All About My Wife           | Ganadora  | [ 27 ]        |
| 2013 | 49th Baeksang Arts Awards                      | Mejor actriz (Cine)                                | All About My Wife           | Nominada  |               |
| 2019 | Korea Drama Award                              | Female Top Excellence Award                        | Search: WWW                 | Nominada  | [ 28 ] [ 29 ] |